# Periga prattorum
Periga prattorum är en fjärilsart som beskrevs av Lemaire 1971. Periga prattorum ingår i släktet Periga och familjen påfågelsspinnare. Inga underarter finns listade i Catalogue of Life.